# NGC 3232
NGC 3232 é uma galáxia espiral barrada (SB0-a) localizada na direcção da constelação de Leo Minor. Possui uma declinação de +28° 01' 42" e uma ascensão recta de 10 horas, 24 minutos e 24,4 segundos.
A galáxia NGC 3232 foi descoberta em 29 de Dezembro de 1861 por Heinrich Louis d'Arrest.